# Língua crioula de São Vicente e Granadinas
A língua crioula de São Vicente e Granadinas é uma língua crioula de base inglesa falada em São Vicente e Granadinas. Contém elementos do francês, do crioulo antilhano e das línguas ibéricas. Também foi influenciada pelas línguas indígenas kalinago/garífuna e pelas línguas africanas. Ao longo dos anos, no entanto, a língua mudou e passou a ser mais baseado em inglês. Em 1989, tinha cerca 140 mil falantes, sem ter, entretanto, estatuto oficial.